# فرشید فهیم
فرشید فهیم (زادهٔ ۱۴ شهریور سال ۱۳۴۷، لاهیجان) یک مجری تلویزیونی ایرانی است.
او از مجریان صدا و سیمای جمهوری اسلامی ایران است که بیشتر به خاطر اجرای برنامه «سلامت باشید» در شبکه سوم سیما شناخته شده‌است.
وی اجرای برنامه‌های دیگری از جمله برنامه «مجله کشاورزی» در شبکه بازار و «برنامه زیتون» و مسابقه جدول در شبکه جام جم را به عهده دارد. این مجری، دارای مدرک تحصیلی کاردانی دامپزشکی و کارشناسی علوم دامی است.
او عضو تیم فوتبال هنرمندان ایران نیز هست. این تیم به مقام سوم فوتبال هفت نفره هنرمندان جهان رسید. از جمع ۹کشور شرکت کننده در سومین دوره این مسابقات برزیل اول مجارستان دوم و ایران سوم شد این درحالیست که تیم ملی فوتبال هنرمندان ایران در اولین دوره نایب قهرمان و دومین دوره قهرمان شده بود این مسابقات از ۲۵ بهمن ماه تا۳۰بهمن در شهر تاریخ تمدن و هنر ایران همدان برگزار شده بود.